# Richard Branson
Sir Richard Charles Nicholas Branson (født 18. juli 1950) er en britisk virksomhedsentreprenør og verdens 236. rigeste person ifølge Forbes' liste over milliardærer i 2008. Branson er bedst kendt for det succesrige varemærke Virgin, der dækker over en række forretningsmæssige organisationer, blandt andet Virgin Records, Virgin Megastore, Virgin Mobile, Virgin Atlantic Airways samt Virgin Galactic, der arbejder på at udbyde kommercielle rumflyvninger i nær fremtid.
Branson, der blev adlet i 1999 for services to entrepreneurship, er kendt som en eventyrlysten vovehals, der blandt andet har forsøgt at blive den første person til at flyve hele jorden rundt i en varmluftsballon. Derudover er Branson også ordblind og meget åben om sine vanskeligheder. Han droppede ud af skolen for at starte sin første virksomhed, Student magazine. Bransons rektor sagde, inden han gik ud, at "enten kommer du i fængsel, eller også bliver du millionær".